# Vestre Ringvej (Næstved)
 For alternative betydninger, se Vestre Ringvej. (Se også artikler, som begynder med Vestre Ringvej)
Vestre Ringvej er en 5,6 km ringvej der går vest om Næstved, den er en del af primærrute 22 og åbnet for trafik den 12 september 1997, efter problemer med meget tung trafik ind i gennem Næstved by. Vejen er med til at lede trafikken fra primærrute 22 uden om Næstved, der skal videre til Slagelse , Fyn og Jylland.. 
Vejen starter i Østre Ringvej og føres mod vest, den passere industrivej i Ydernæs hvor mange store erhvervsvirksomheder ligger, den passere derefter svingbroen over Næstved Kanal og derefter sekundærrute 265 Karrebækvej i en stor rundkørsel, og hvorfra der er forbindelse til Næstved C og Karrebæksminde. Vejen forsætter nogle km videre i åbent land, og ender til sidst i en rundkørsel ved Slagelsevej, hvorfra vejen forsætter videre mod Slagelse.
Vejdirektoratet er i gang med at bygge (primærrute 54) Ring Nord, der er en ny omfartsvej der går nord om Næstved. Vejen bliver en 2+1 sporet motortrafikvej og bliver ca. 7 km lang, den nye omfartsvejen bliver tilkoblet den eksisterede rundkørsel ved Vestre Ringvej og Slagelsevej.
Vejdirektoratet har ligeledes lavet en forundersøgelse om at udbygge primærrute 22 mellem Slagelse og Næstved til en evt 2+1 sporet motortrafikvej, en motortrafikvej vil blive tilsluttet den eksisterede rundkørsel ved Vestre Ringvej.. 